# Thermes d'Aïn Doura
Les thermes d'Aïn Doura sont des thermes romains situés à Dougga en Tunisie.

## Histoire et localisation

### Localisation

Plan du site archéologique : les thermes sont situés au sud-ouest de la carte.

Les thermes sont situés au sud-ouest du site archéologique, sur un terrain en pente. Au sud-ouest se trouvent les latrines des thermes.

### Histoire
L'édifice tire son nom d'une source située à proximité.
L'ensemble thermal est très incomplètement fouillé dans sa partie orientale : seule une portion des salles froides a été dégagée.
La datation proposée pour la construction de cet ensemble est la fin du IIe siècle et le début du IIIe siècle, selon le style des mosaïques retrouvées dans le frigidarium, avec une phase de réaménagement du seul décor mosaïcal au IVe siècle. L'hypothèse de datation est cependant fragile.
L'édifice devient un monument classé le 12 mars 1912.

## Plan
Les thermes sont peut-être les plus grands de la ville, et « en forme de T renversé ». 
Selon Yvon Thébert, il s'agit d'un ensemble à plan symétrique. Les salles chaudes étaient situées au nord de l'édifice. On ignore s'il y avait une ou deux palestres.
Les salles froides dégagées sont peut-être un vestiaire et un gymnase. Le secteur froid était peut-être symétrique.
À proximité des salles chaudes se trouvait une maison privée reliée à l'édifice thermal.
Les latrines, qui ont un diamètre de 25,70 m, ont perdu leurs sièges.

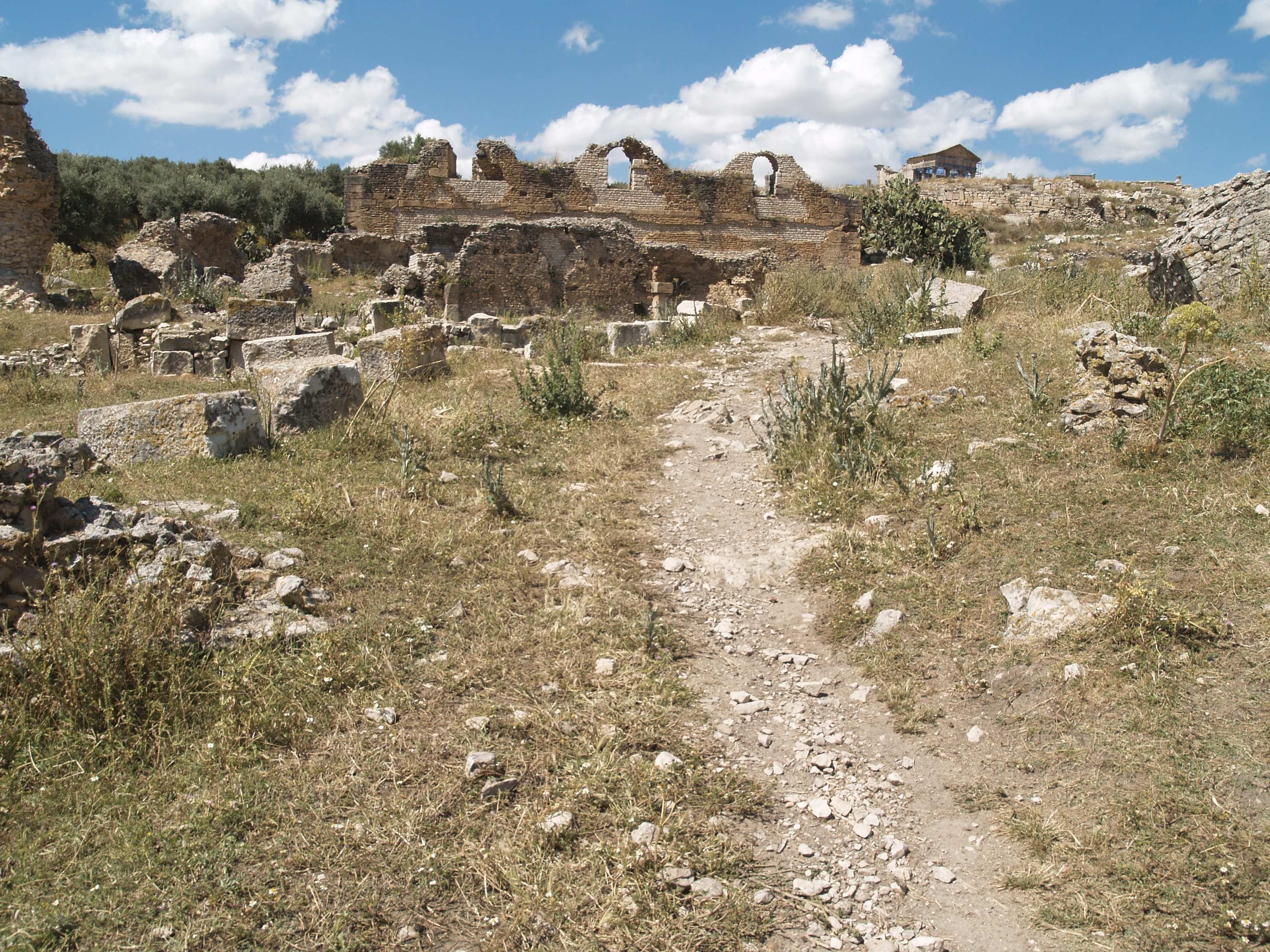
Aperçu des thermes.
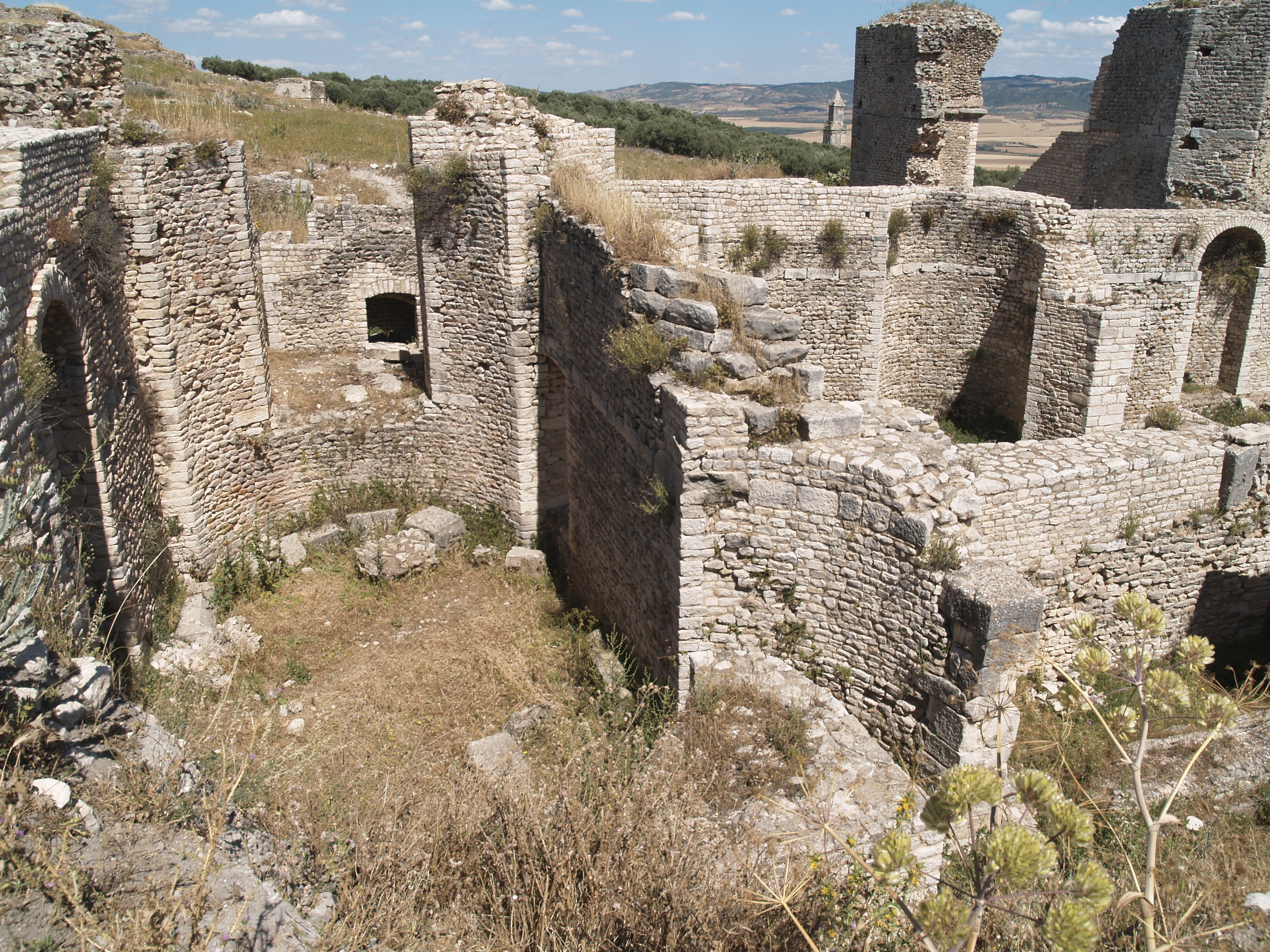
Vestiges des thermes.
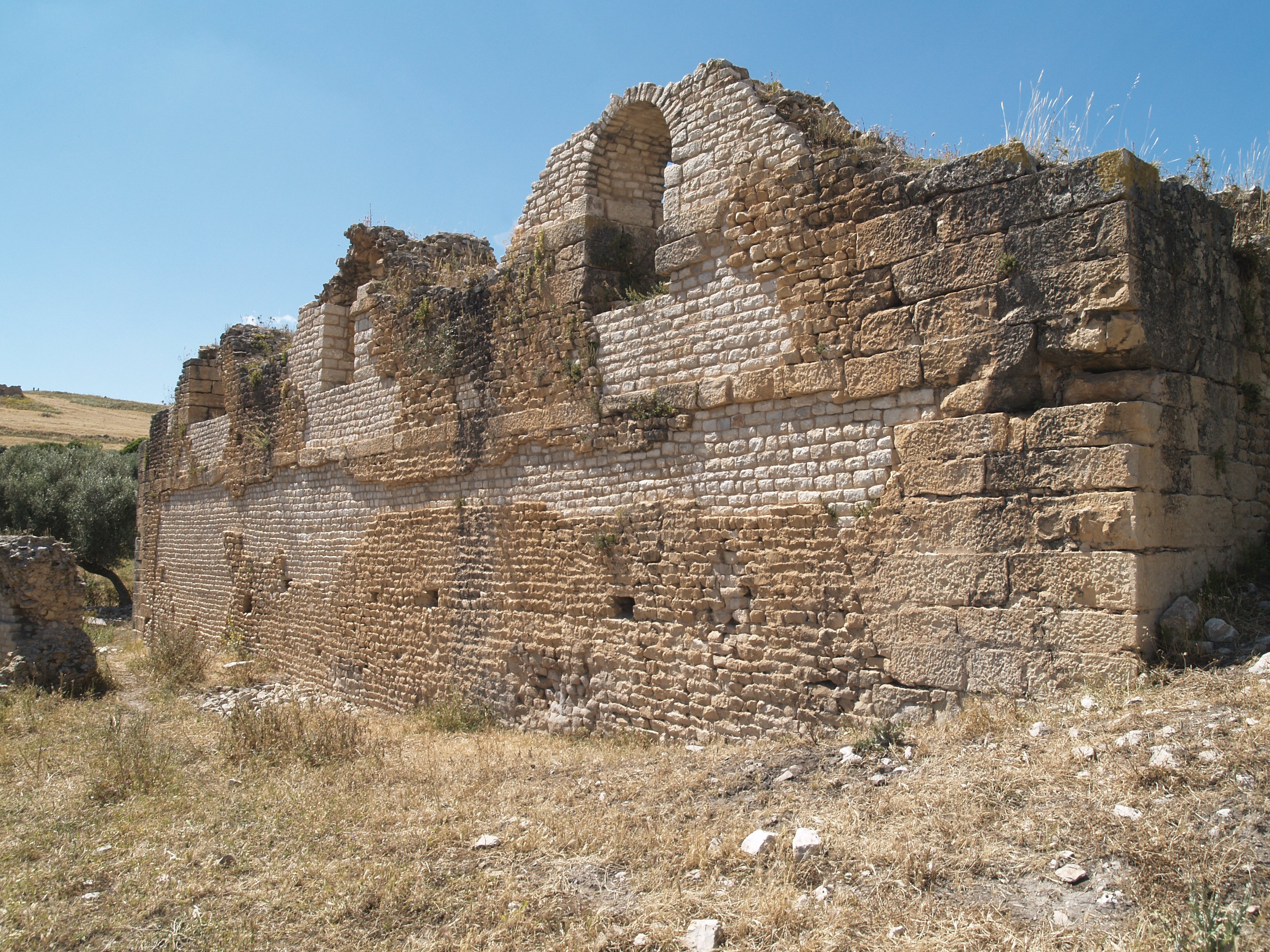
Murs extérieurs des thermes.